# سیارک ۲۰۵۲۴
سیارک ۲۰۵۲۴ (به انگلیسی: 20524 Bustersikes، نامگذاری:1999RJ42) بیست هزار و پانصد و بیست و چهارمین سیارک کشف شده‌است که در ۱۳ سپتامبر ۱۹۹۹ کشف شد.
قدر مطلق سیارک برابر ۳۸.۹ است.